# Chirley Pankará

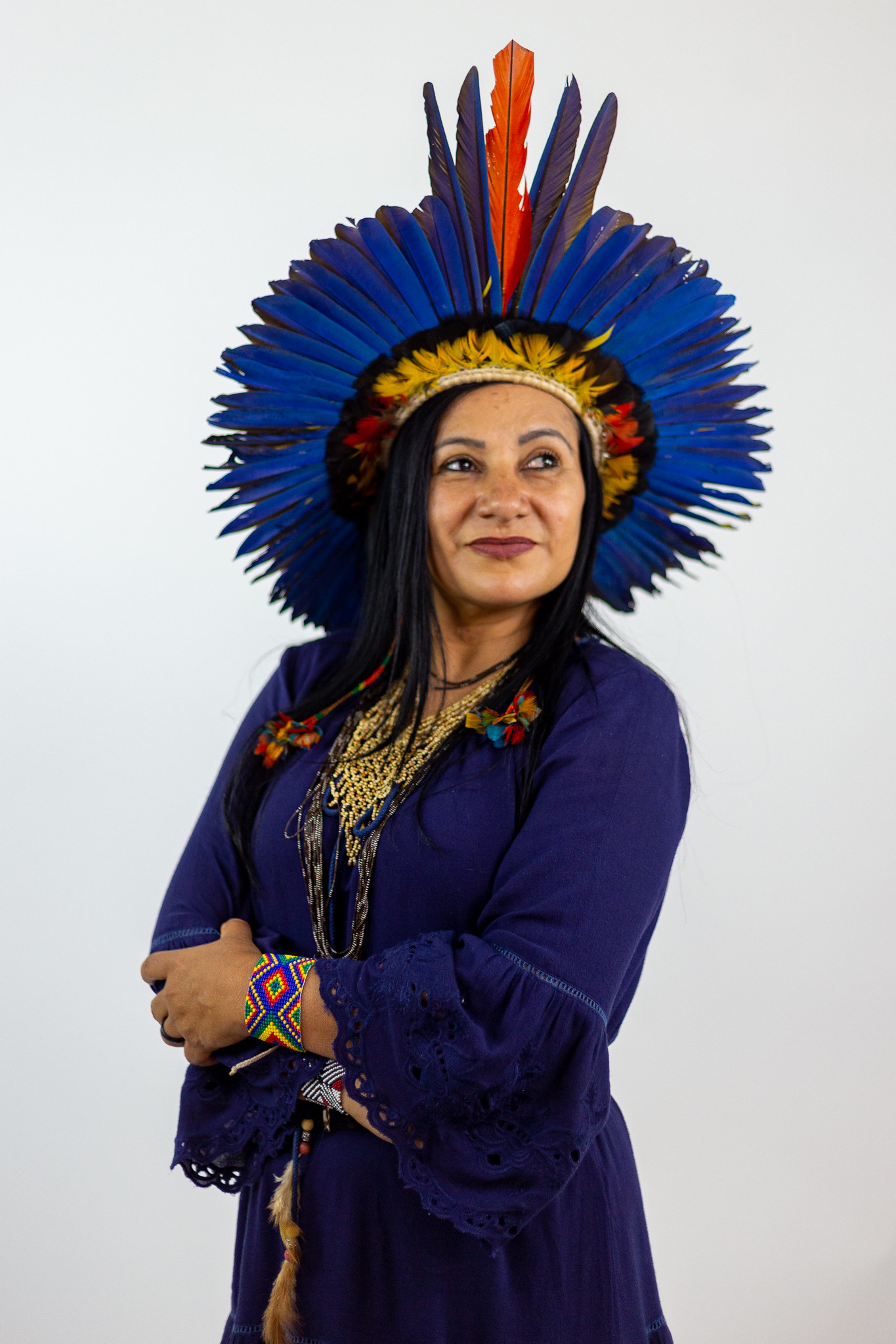
Chirley Pankara (2022)

Chirley Maria de Souza Almeida Santos (* 8. Mai 1974 in Floresta), auch bekannt als Chirley Pankará, ist eine brasilianische Pädagogin und Sozialanthropologin mit Magister der Universität São Paulo und Aktivistin für die Rechte der Indigenen. Sie gehört dem Volk der Pankará in Pernambuco an und war die erste indigene Abgeordnete, die ein Mandat in der Legislativversammlung des Bundesstaats São Paulo für die Bewegung Bancada Ativista (ein Teil der sozialistischen Partei Partido Socialismo e Liberdade) erhielt und 2018 zur Staatsabgeordneten gewählt wurde.

## Biografie
Chirley Pankará studierte in ihrer Heimatstadt Floresta in Pernambuco Lehramt. 1998 zog sie auf der Suche nach neuen Arbeitsmöglichkeiten in die Stadt Mauá bei São Paulo, um ihre in Pernambuco verbliebene Familie zu unterstützen. Nach ihrer Ankunft im Bundesstaat São Paulo arbeitete sie zunächst als Dienstmädchen. Durch den Einfluss ihrer Großmutter, die in ihrem Dorf eine Kräuterheilerin war, hatte Chirley die Absicht, ein Studium der Krankenpflege zu absolvieren, erhielt jedoch ein Stipendium und schloss mit 30 Jahren ein Studium der Pädagogik in der Stadt Mauá ab. Später war sie Koordinatorin der Kindererziehung für das Volk der Guaraní in den Dörfern Krukutu, Tenondé Porã und Tekoa pyau im Bezirk São Paulo. Außerdem war sie Sekretärin des Gemeinderats für Frauenrechte in der Gemeinde Mauá.
Außerdem gehörte sie der Aufsicht für indigene Schulbildung an, wo sie Untersuchungen durchführte, wie indigene Schüler die Zugehörigkeit zu nicht-indigenen Schulen empfinden. Etwa acht Jahre lang arbeitete sie als Koordinatorin des Zentrums für indigene Bildung und Kultur (CECI) mit dem Guarani-Volk in der Stadt São Paulo.
Anschließend schloss sie einen Master in Erziehungswissenschaften an der Päpstlichen Katholischen Universität São Paulo ab und begann ihre Promotion in Sozialanthropologie an der Universität São Paulo.

## Aktivismus und politische Tätigkeit
Im Jahr 2009 begann sie, sich am GRUMIN-Netzwerk indigener Frauen zu beteiligen, einer Gruppe, die sich für die Integration indigener Frauen in den soziopolitischen Kontext Brasiliens einsetzt. So engagierte sie sich in Kämpfen um Territorium, Gleichberechtigung und Bildung.
Als sie als Lehrerin in der Stadt São Paulo tätig war, bemerkte Chirley, dass die Indigenen unter Vorurteilen durch ihre eigenen Lehrer litten, durch Stereotype und Verallgemeinerungen, die die Gedanken der Schüler von den alteingesessenen Völkern fernhielten. Daher trat sie für die Idee ein, dass Indigene Wissensräume, wie zum Beispiel Universitäten, besetzen sollten, um das Szenario der Vorurteile in der Gesellschaft zu bekämpfen und rassistische Beleidigungen zu beenden, die immer noch existieren und die, laut der Aktivistin, schwer zu vergessen sind. Ihr politisches Denken zur Verteidigung der indigenen Völker zeigt sich in verschiedenen Protesten, an denen sie teilnahm, wie dem Grito dos Excluídos („Schrei der Ausgeschlossenen“), einer Reihe von Demonstrationen, die alljährlich um den brasilianischen Unabhängigkeitstag am 7. September stattfindet. Auch beteiligte sie sich an Klagen gegen den Gesetzesentwurf 490/2007 der brasilianischen Bundeskammer (auch bekannt als „Gesetzentwurf zum zeitlichen Rahmen für indigenes Land“, Marco temporal das terras indígenas). Nach diesem Gesetzesentwurf von 2009 sollten die den Indigenen zugesprochenen Länder auf diejenigen begrenzt werden, die sie zum Zeitpunkt des Inkrafttretens der aktuellen Verfassung am 5. Oktober 1988 besaßen. Der Gesetzesentwurf wurde schließlich 2021 fallengelassen. Außerdem protestierte sie auf Veranstaltungen, zu denen sie eingeladen wurde, um die Situation ihres Volkes zu präsentieren. In Genf, wo eine dieser Veranstaltungen im Maison de la paix stattfand, wurde kurz nach Chirleys Einreise ihre Federhaube, ein wichtiges Element der indigenen Identität und Kultur, konfisziert.
In ihrem Mandat als Abgeordnete der Bancada Ativista (Aktivistenfraktion) in der Legislativversammlung des Bundesstaats São Paulo war sie aktiv an der Ausarbeitung von Projekten beteiligt. So wirkte sie an 7 parlamentarischen Änderungsanträgen mit, die auf indigene Gemeinschaften abzielten, und half bei der Ausarbeitung des Gesetzes 17.311/2021, das den Monat des indigenen Augusts im Bundesstaat São Paulo einführte, der den 9. August, der von der UNO als Internationaler Tag der indigenen Völker anerkannt worden ist, stärken und die Vielfalt der brasilianischen Ureinwohner, ihre Kulturen und heutigen Anstrengungen präsentieren soll. Die Parlamentarierin argumentiert, dass eine Möglichkeit, die Kultur dieser Völker zu bewahren, in der Abgrenzung ihrer Ländereien besteht, die dazu beiträgt, ihre Bräuche zu erhalten und Gewalt gegen die Dörfer zu vermeiden.

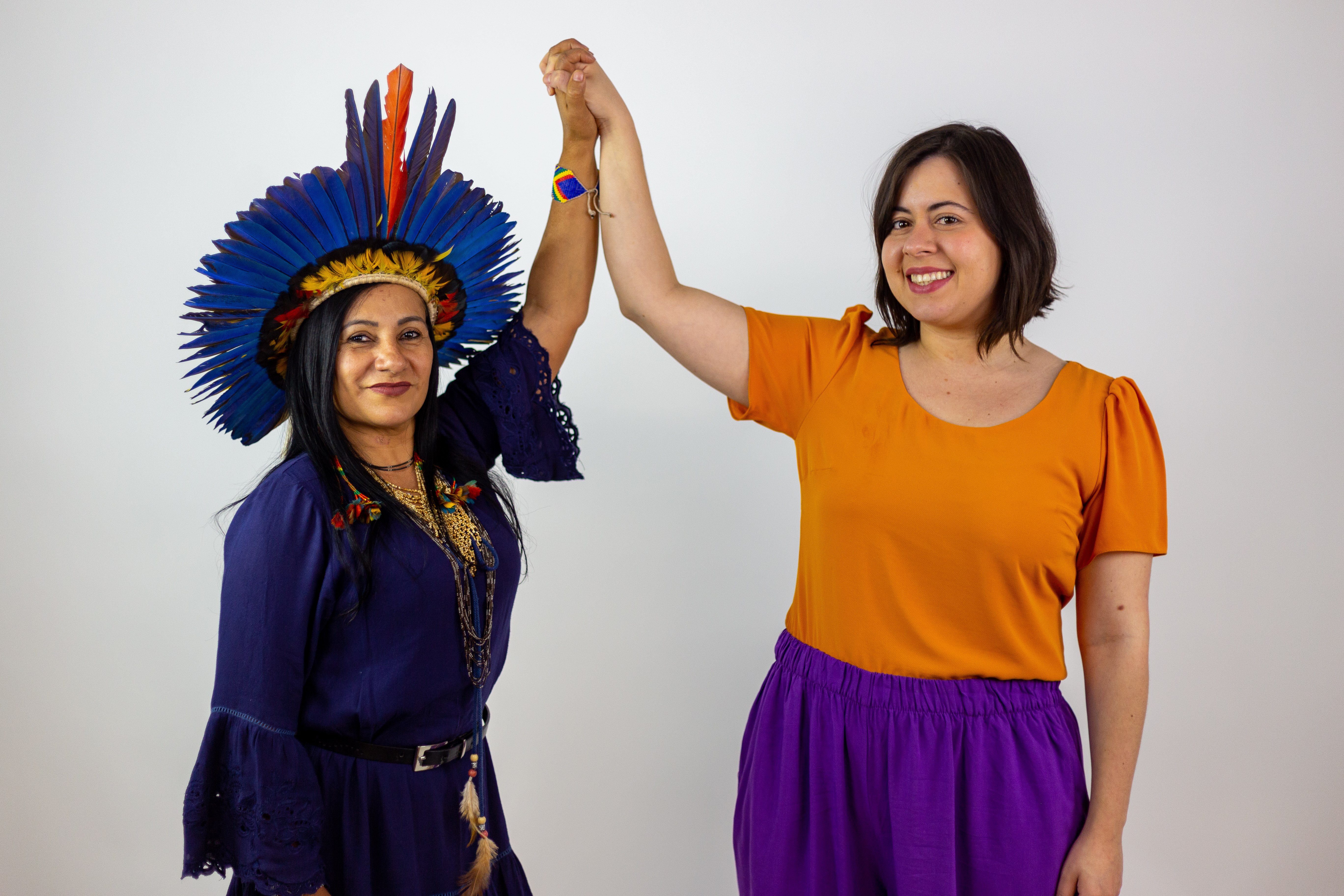
Die brasilianische Bundesabgeordnete Sâmia Bomfim während des Wahlkampfs 2022 mit Chirley Pankará, der damaligen Kandidatin für das Amt der Bundesabgeordneten der SP

Im September 2018 beteiligte sie sich an der Organisation des 1. Staatlichen Treffens indigener Frauen in der Siedlung der Guaraní im Stadtbezirk Jaraguá. An der Veranstaltung nahmen rund 200 Personen aus mehr als 15 indigenen Völkern und Flüchtlingsgemeinschaften aus anderen Ländern teil. Während des Treffens diskutierten die Frauen über ihre Erfahrungen in den Bereichen Gesundheit, Bildung und Landabgrenzung und stellten ein Manifest zur Verteidigung der Nachhaltigkeit der ursprünglichen Völker und des Rechts auf Land vor.
Bei den Parlamentswahlen in Brasilien 2022 kandidierte Chirley für die PSOL als Abgeordnete des Bundesstaates (diesmal als Einzelkandidatin) und erhielt 27.802 Stimmen, erreichte aber nicht die notwendige Anzahl für den Einzug in die legislative Versammlung des Bundesstaats São Paulo. Die Idee, zu kandidieren, wurde ihr zufolge von der indigenen Bewegung selbst angeregt, die ihren Eintritt in eine neue Kandidatur für die ALESP unterstützte. Während der Kampagne erhielt sie Unterstützung und öffentliche Bekanntschaft von den drei Bundesabgeordneten, die mit den meisten Stimmen ihrer Partei in die Bundeskammer für São Paulo im Jahr 2022 gewählt wurden: Erika Hilton, Sâmia Bomfim und Sônia Guajajara.